# Лудхіана
Лудгіана, або Лудхіана, також Лудхіяна (англ. Ludhiana, пенджаб. ਲੁਧਿਆਣਾ [lʊ́d̪ɪˈäːɳäː]) — місто в Індії, в центральній частині штату Пенджаб, на північному заході країни.

## Географія
Лудгіана розташована на колишньому березі річки Сатледж, 13 км на південь від її теперішньої течії і знаходиться на великій дорозі (англ. Grand Trunk Road) з Делі до Амритсару, при вузловому перетині декількох залізничних ліній. Місто лежить за 270 км на північний захід від Делі.

### Клімат
Місто знаходиться у зоні, котра характеризується вологим субтропічним кліматом. Найтепліший місяць — червень із середньою температурою 33.9 °C (93 °F). Найхолодніший місяць — січень, із середньою температурою 13 °С (55.4 °F).
| Клімат Лудхіяни         | Клімат Лудхіяни | Клімат Лудхіяни | Клімат Лудхіяни | Клімат Лудхіяни | Клімат Лудхіяни | Клімат Лудхіяни | Клімат Лудхіяни | Клімат Лудхіяни | Клімат Лудхіяни | Клімат Лудхіяни | Клімат Лудхіяни | Клімат Лудхіяни | Клімат Лудхіяни |
| Показник                | Січ.            | Лют.            | Бер.            | Квіт.           | Трав.           | Черв.           | Лип.            | Серп.           | Вер.            | Жовт.           | Лист.           | Груд.           | Рік             |
| Абсолютний максимум, °C | 28              | 31              | 40              | 45              | 47              | 47              | 47              | 44              | 41              | 40              | 35              | 28              | 47              |
| Середній максимум, °C   | 19,7            | 22,4            | 28,3            | 35,2            | 40,2            | 40,7            | 35,9            | 34,4            | 34,7            | 33,3            | 27,7            | 21,9            | 31,2            |
| Середня температура, °C | 13              | 15,4            | 20,7            | 27              | 32,1            | 33,9            | 31,3            | 30,2            | 29,2            | 25,5            | 19,2            | 14,3            | 24,3            |
| Середній мінімум, °C    | 6,2             | 8,4             | 13,1            | 18,8            | 23,9            | 27,1            | 26,7            | 25,9            | 23,7            | 17,6            | 10,6            | 6,6             | 17,4            |
| Абсолютний мінімум, °C  | −1              | −1              | 3               | 8               | 15              | 17              | 18              | 21              | 15              | 7               | 2               | −1              | −1              |
| Норма опадів, мм        | 30.6            | 34.1            | 28.7            | 14.9            | 14.7            | 52              | 200.2           | 174.3           | 108.4           | 19.8            | 5.4             | 15.6            | 698.7           |
| Днів з дощем            | 3               | 2               | 2               | 1               | 1               | 3               | 11              | 9               | 5               | 1               | 0               | 1               | 44              |
| Вологість повітря, %    | 62              | 62              | 47              | 33              | 29              | 45              | 65              | 65              | 58              | 45              | 47              | 59              | 51              |
| ----------------------- | --------------- | --------------- | --------------- | --------------- | --------------- | --------------- | --------------- | --------------- | --------------- | --------------- | --------------- | --------------- | --------------- |
| Джерело: Weatherbase    |                 |                 |                 |                 |                 |                 |                 |                 |                 |                 |                 |                 |                 |

## Економіка

На вулицях Лудхіяни

Засноване у 1480 році членами делійської правлячої династії Лоді, від якої походить ім'я міста, Лудгіана є головним сільськогосподарським ринковим та індустріальним центром. Найбільшим промислом міста є виробництво шкарпеток та панчіх, але продукція бавовняних тканин, сталі, і машинного устаткування наряду з обробкою сільськогосподарських товарів є теж економічно важливими.
В Лудгіані міститься Сільськогосподарський Університет Пенджабу (засн. у 1962 р.) і ряд інших коледжів. Американська пресвітеріанська місія оперує медичним коледжем та лікарнею у місті. Землі навколо Лудхіяни активно обробляються, значною мірою завдяки іригації з каналу Сіргінд. Врожаї включають пшеницю, кукурудзу, бавовну та арахіс.

## Джерело
- Енциклопедія Британніка [Архівовано 29 травня 2010 у Wayback Machine.]

| Індія | Це незавершена стаття з географії Індії. Ви можете допомогти проєкту, виправивши або дописавши її. |